# Kamienny Groń
Kamienny Groń lub Cichoniówka – szczyt w Paśmie Radziejowej w Beskidzie Sądeckim. Znajduje się w bocznym, kilkuwierzchołkowym i niskim grzbiecie odbiegającym od szczytu Złotułki (1001 m) nad polaną Trześniowy Groń w północno-wschodnim kierunku. Grzbiet ten oddziela dolinę Młodowskiego Potoku od doliny Czercza. Kamienny Groń ma według różnych źródeł wysokość 758 m lub 789 m. Sam szczyt jest porośnięty lasem, ale na jego stokach znajdują się odsłonięte tereny zajęte przez łąki, pola uprawne i zabudowania. Są to przysiółki Hale, Jeziory i Cichoniówka należące do miasta Piwniczna-Zdrój w województwie małopolskim, w powiecie nowosądeckim. Wszystkie te przysiółki to polany zajęte pod pola uprawne, łąki i pastwiska. Autor przewodnika „Beskid Sądecki i Małe Pieniny” nazywa je „żyjącymi górami”, gdyż w 2007 na tych stromych i kamienistych stokach nadal uprawia się ziemię i gospodaruje jak dawniej.
Wschodnie stoki grzbietu Kamiennego Gronia opadają do doliny Popradu w Piwnicznej-Zdroju. Poprad przeciął tutaj grzbiet łączący Kamiennego Gronia z Kicarzem, oddzielając w ten sposób Pasmo Radziejowej od Pasma Jaworzyny.

## Piesze szlaki turystyczne
Piwniczna-Zdrój – Kamienny Groń – Trześniowy Groń – Złotułki (skrzyżowanie szlaków). Czas przejścia 2 h.